# Lovčíkovití
Lovčíkovití (Pisauridae) jsou čeledí pavouků, kterých je celkově známo přibližně 336 druhů, z toho v ČR žijí tři druhy.

## Popis
Jedná se o pavouky spíše větších rozměrů (12–28 mm), mají nápadně dlouhé a poměrně silné nohy. Svým vzhledem i chováním připomíná tato skupina pavouků čeleď slíďákovitých, liší se od nich ale uspořádáním svých očí – zadní oči mají oproti nim posunuté mnohem blíž k očím druhé řady. Důležitým rozlišovacím znakem je též relativně velká vzdálenost mezi očima řady třetí. Klepítka jsou mohutná a krátká. Samci mají vyvinuty na holeních makadel pomocné apofýzy sloužící pro kopulaci. Zadeček má podlouhlý tvar, hlavohruď je mírně delší než širší.

## Způsob života
Lovčíci preferují málo zastíněná nebo nezastíněná stanoviště s množstvím rostlin. Nepředou lovecké pavučiny, na kořist číhají na rostlinách. Některé druhy se dokáží potápět pod vodu. Samice nosí neustále s sebou kokon s mláďaty, přidržuje ho makadly a nikdy jej neodkládá. Po otevření kokonu a vylíhnutí nymf, upřede matka velké pavučinové hnízdo, kde je hlídá po celou dobu jejich pobytu.

## Významní zástupci
- Lovčík vodní (Dolomedes fimbriatus)
- Lovčík mokřadní (Dolomedes plantarius)
- Lovčík hajní (Pisaura mirabilis)

## Rody
- Afropisaura Blandin, 1976
- Archipirata Simon, 1898
- Architis Simon, 1898
- Bradystichus Simon, 1884
- Caripetella Strand, 1928
- Charminus Thorell, 1899
- Chiasmopes Pavesi, 1883
- Cispinilus Roewer, 1955
- Cispius Simon, 1898
- Cladycnis Simon, 1898
- Conakrya Schmidt, 1956
- Dendrolycosa Doleschall, 1859
- Dolomedes Latreille, 1804
- Eucamptopus Pocock, 1900
- Euprosthenops Pocock, 1897
- Euprosthenopsis Blandin, 1974
- Hala Jocqué, 1994
- Hygropoda Thorell, 1894
- Ilipula Simon, 1903
- Inola Davies, 1982
- Maypacius Simon, 1898
- Megadolomedes Davies & Raven, 1980
- Nilus O. Pickard-Cambridge, 1876
- Papakula Strand, 1911
- Paracladycnis Blandin, 1979
- Perenethis L. Koch, 1878
- Phalaeops Roewer, 1955
- Pisaura Simon, 1885
- Pisaurina Simon, 1898
- Polyboea Thorell, 1895
- Qianlingula Zhang, Zhu & Song, 2004
- Ransonia Blandin, 1979
- Rothus Simon, 1898
- Sphedanus Thorell, 1877
- Stoliczka O. Pickard-Cambridge, 1885
- Tallonia Simon, 1889
- Tapinothele Simon, 1898
- Tapinothelella Strand, 1909
- Tapinothelops Roewer, 1955
- Tetragonophthalma Karsch, 1878
- Thalassiopsis Roewer, 1955
- Thaumasia Perty, 1833
- Tinus F. O. Pickard-Cambridge, 1901
- Tolma Jocqué, 1994
- Voraptipus Roewer, 1955
- Vuattouxia Blandin, 1979
- Walrencea Blandin, 1979

Fosilní rody:
- †Eopisaurella Petrunkevitch, 1958
- †Palaeoperenethis Seldon & Penney, 2009